# 北澤豪
北澤 豪（きたざわ つよし、1968年8月10日 - ）は、東京都町田市出身の元プロサッカー選手。ポジションはMF。元サッカー日本代表。現在は日本サッカー協会参与、フットサル委員長、日本障がい者サッカー連盟会長、國學院大學客員教授。三桂所属のタレント、サッカー解説者としても活躍している。

## 選手時代

### クラブ
小学生時代は町田SSS、町田市の町田JFC、中学時代は読売ジュニアユースに在籍。修徳高等学校に進学後はユースとの掛け持ちを認められず部活動に専念、1985年に全国高校サッカー選手権出場、翌1986年に高校総体ベスト8進出に貢献した。卒業後は宮本征勝監督の勧誘もあり本田技研工業サッカー部に入部した（同い年で同期就職に古川昌明・黒崎久志）。1990-91シーズンの日本サッカーリーグで得点王に輝いた。
1991年に古巣である読売クラブに倉田安治と一緒に移籍。JSLカップ決勝で対戦した本田技研戦では決勝点を挙げた。Jリーグでは三浦知良やラモス瑠偉、ビスマルクらと共にヴェルディ黄金時代を支える主力選手の1人となり、アイドル的な人気を誇った。1994年にはベストジーニスト賞にも選ばれている。Jリーグ開幕戦となったマリノス戦では日本代表の合宿での怪我の影響で、後半からの出場となったが、第2節のジェフ戦でJリーグ初ゴールを挙げた。同年のJリーグカップ決勝、清水エスパルス戦では決勝ゴールを決めて優勝に貢献した。1994年、サンフレッチェ広島とのチャンピオンシップ第1戦で決勝ゴールを奪うなど、優勝に貢献した。1995年頃、スポルティング・リスボンへの移籍話もあったが、クラブが難色を示したことで移籍には至らなかったという。
1997年元旦、第76回天皇杯全日本サッカー選手権大会決勝のサンフレッチェ広島戦では決勝ゴールを決めて優勝した。1999年3月27日1stステージ第4節の鹿島アントラーズ戦で決めた約35メートルの位置からのゴールは、本人が現役時のベストゴールに挙げるとともに、Jリーグ30周年「J30ベストアウォーズ ロングシュート／ミドルシュート部門」にノミネートされた。
2002年出場機会を減らして引退を決断。終盤に、翌年横浜F・マリノスの監督の就任が決定していた、岡田武史から移籍のオファーが届いたが、膝の調子が芳しくなくオファーを断り引退を決断した。同年の7月27日には清水エスパルス戦で現役最後の得点を挙げた。1998年限りでラモス瑠偉、三浦知良、柱谷哲二ら黄金期を知る選手たちが退団したの後もチームを牽引していたが、晩年は出場機会に恵まれなくなったものの、旺盛な闘志と豊富な運動量を誇るプレースタイルから、中盤の“ダイナモ”と称された。Jリーグでは通算264試合に出場、41ゴールを挙げた。2003年6月21日に国立競技場で開催された引退試合には多くのファン、プレーヤーなどが集まった。
Jリーグ開幕後はスタメン選手は11以下の背番号という決まりがあったため8番をつけた（固定背番号制になっても8を着用）が、好んで付けていたのは、憧れを抱いていた戸塚哲也が付けていた背番号14だった。

### 日本代表
1991年4月4日のスパルタク・モスクワとの親善試合で代表デビューを飾り、同年6月のキリンカップでは2得点を決め、日本の初優勝に貢献するなど、レギュラーを務めていたが、1994 FIFAワールドカップ・アジア予選前の合宿中に負傷して以降は控えに回った。最終予選の第4戦の韓国戦では先発出場して勝利、しかし最終戦のイラク戦（ドーハの悲劇）では出場機会が訪れなかった。1998年のFIFAワールドカップ・フランス大会では、(前年のアジア最終予選では4試合で先発出場、ジョホールバルの歓喜と言われる、ワールドカップアジア第3代表決定戦のイラン戦で先発出場して勝利)、アジア予選突破に貢献したにも関わらず、本大会直前のフランス合宿中に三浦知良と共にメンバーから「ポジションがない」という理由で外された。1991年から1999年までの間に日本代表に選出され、Aマッチ59試合に出場した。
第1回FIFAフットサル世界選手権出場の為に（自身と同い年の野田知1名除き）本田技研の選手によって構成されたフットサル日本代表にも選出されており、グループリーグの対カナダ戦で宮本監督の期待に応え2得点を挙げている。

## 引退後

四ツ木駅前に設置されている北澤豪の足型レリーフ。

引退後はサッカー解説者を務める傍ら2003年4月からはJFAアンバサダーとして、若年層へのサッカーの普及活動にも積極的に取り組んでいたが、多忙のためか2006年3月に同職を退任している。現在はフットサルチーム監督の他、日本サッカー協会特任理事兼国際委員、サッカースクールフットボールコミュニケーションアカデミー主宰、国際協力機構(JICA)オフィシャルサポーター。カンボジアやアフリカ大陸の難民にサッカーの文化を広めようとサッカー教室・講演などを行っている。また、人気サッカーゲーム「ウイニングイレブン」シリーズにて、実況を長年務めるジョン・カビラと共に解説を長年務めている。
三桂に所属している点からTBS色・関口宏ファミリーが濃いと思われがちだが、引退当初はNHK衛星テレビに出演。その後は読売グループ繋がりで日本テレビへの出演が多く、スポーツ報知の専属評論家も務めている。2004年4月改編から、日本テレビ系のスポーツニュース番組『スポーツMAX』（2005年10月から『スポんちゅ』と改名）月曜日のコメンテーター及び『ズームイン!!サタデー』のコメンテーターとして出演。2006年10月からの『スポんちゅ』の後番組『NEWS ZERO』にも引き続き出演している。また、WOWOWの海外サッカー中継の解説や絵本「ぼく（わたし）と魔法のスパイク」を執筆するなど幅広い活躍をしている。
2012年4月、日本フットサルリーグ（Fリーグ）のCOO補佐に就任。同年5月には日本スポーツ振興センターによる「NAASH スポーツ・ジャパン・アンバサダー」にも就任。2012年6月、日本サッカー協会理事に就任。2016年4月には新たに設立された日本障がい者サッカー連盟会長に就任している。

## エピソード
現役時代、ヴェルディのチームメートのみならず、他のチームの選手の間でも、髪はかつらではないかという噂になっていた。1996年のJOMO CUP Jリーグドリームマッチ開催時のロッカールームにおいて、三浦知良がふざけて「ズレてるよ」と北澤に言ったところ、他の選手たちはやはり噂は本当だったのかと、信じ込んだという。
ヴェルディと同じ、味の素スタジアムをホームグランドとするFC東京からオファーを受けたことがあったが、同じホームグランドを使用しているFC東京に移籍することはヴェルディを裏切ることになると考え残留した。

## 所属クラブ
- 町田SSS（スリーエス） (市内選抜チームとしてFC町田にも選出)
- 1981年 - 1983年 読売ジュニアユース
- 1984年 - 1986年 修徳高校
- 1987年 - 1991年 本田技研工業サッカー部
- 1991年 - 2002年 読売クラブ/ヴェルディ川崎/東京ヴェルディ1969

## 個人成績
| 国内大会個人成績 | 国内大会個人成績 | 国内大会個人成績 | 国内大会個人成績 | 国内大会個人成績 | 国内大会個人成績           | 国内大会個人成績 | 国内大会個人成績  | 国内大会個人成績 | 国内大会個人成績 | 国内大会個人成績 | 国内大会個人成績 |
| 年度             | クラブ           | 背番号           | リーグ           | リーグ戦         | リーグ戦                   | リーグ杯         | リーグ杯          | オープン杯       | オープン杯       | 期間通算         | 期間通算         |
| 年度             | クラブ           | 背番号           | リーグ           | 出場             | 得点                       | 出場             | 得点              | 出場             | 得点             | 出場             | 得点             |
| 日本             | 日本             | 日本             | 日本             | リーグ戦         | リーグ戦                   | JSL杯/ナビスコ杯 | JSL杯/ナビスコ杯  | 天皇杯           | 天皇杯           | 期間通算         | 期間通算         |
| ---------------- | ---------------- | ---------------- | ---------------- | ---------------- | -------------------------- | ---------------- | ----------------- | ---------------- | ---------------- | ---------------- | ---------------- |
| 1987-88          | 本田             | 13               | JSL1部           | 0                | 0                          | 0                | 0                 |                  |                  |                  |                  |
| 1988-89          | 本田             | 13               | JSL1部           | 7                | 0                          | 0                | 0                 |                  |                  |                  |                  |
| 1989-90          | 本田             | 13               | JSL1部           | 22               | 4                          | 0                | 0                 |                  |                  |                  |                  |
| 1990-91          | 本田             | 13               | JSL1部           | 22               | 10                         | 1                | 0                 |                  |                  |                  |                  |
| 1991-92          | 読売             | 14               | JSL1部           | 20               | 2                          | 4                | 1                 | 5                | 0                | 29               | 3                |
| 1992             | V川崎            | -                | J                | -                | -                          | 11               | 1                 | 2                | 2                | 13               | 3                |
| 1993             | V川崎            | -                | J                | 35               | 6                          | 1                | 1                 | 3                | 2                | 39               | 9                |
| 1994             | V川崎            | -                | J                | 40               | 9                          | 3                | 1                 | 2                | 1                | 45               | 11               |
| 1995             | V川崎            | -                | J                | 40               | 11                         | -                | -                 | 3                | 0                | 43               | 11               |
| 1996             | V川崎            | -                | J                | 28               | 4                          | 15               | 5                 | 5                | 2                | 48               | 11               |
| 1997             | V川崎            | 8                | J                | 29               | 1                          | 0                | 0                 | 2                | 0                | 31               | 1                |
| 1998             | V川崎            | 8                | J                | 34               | 5                          | 0                | 0                 | 3                | 0                | 37               | 5                |
| 1999             | V川崎            | 8                | J1               | 28               | 4                          | 3                | 1                 | 3                | 2                | 34               | 7                |
| 2000             | V川崎            | 8                | J1               | 4                | 0                          | 1                | 0                 | 0                | 0                | 5                | 0                |
| 2001             | 東京V            | 8                | J1               | 23               | 0                          | 0                | 0                 | 0                | 0                | 23               | 0                |
| 2002             | 東京V            | 8                | J1               | 4                | 1                          | 2                | 0                 | 0                | 0                | 6                | 1                |
| 通算             | 日本             | 日本             | J1               | 265              | 41                         | 36               | 9                 | 28               | 9                | 329              | 59               |
| 通算             | 日本             | 日本             | JSL1部           | 71               | 16                         | 5                | 1\|\|\|\|\|\|\|\| |                  |                  |                  |                  |
| 総通算           | 総通算           | 総通算           | 総通算           | 336              | 57\|\|\|\|\|\|\|\|\|\|\|\| |                  |                   |                  |                  |                  |                  |

その他の公式戦
- 1990年
  - 小西六カップ 6試合0得点
- 1991年
  - 小西六カップ 4試合0得点
  - アジアクラブ選手権 2試合0得点
- 1992年
  - ゼロックス・チャンピオンズ・カップ 2試合0得点
  - アジアクラブ選手権 1試合0得点
- 1993年
  - Jリーグチャンピオンシップ 2試合0得点
- 1994年
  - サンワバンクカップ 1試合0得点
  - XEROX SUPER CUP 1試合0得点
  - Jリーグチャンピオンシップ 2試合1得点
- 1995年
  - サンワバンクカップ 1試合0得点
  - XEROX SUPER CUP 1試合0得点
  - Jリーグチャンピオンシップ 2試合0得点
- 1996年
  - サントリーカップ 1試合0得点
- 1997年
  - XEROX SUPER CUP 1試合0得点
  - アジアカップウィナーズカップ 2試合0得点

## 個人タイトル
- 1990/91年 - 得点王/ベストイレブン（日本リーグ）
- 1994年 - Jリーグベストイレブン
- 2003年 - 功労選手賞

## 代表歴

### 出場大会など
- 1992 AFCアジアカップ
- 1994 FIFAワールドカップアジア地区予選
- 1998 FIFAワールドカップアジア地区予選
- 1994 アジア大会

### 試合数
- 国際Aマッチ 58試合 3得点(1991年 - 1999年)[1]

| 日本代表 | 国際Aマッチ | 国際Aマッチ |
| 年       | 出場        | 得点        |
| -------- | ----------- | ----------- |
| 1991     | 2           | 0           |
| 1992     | 11          | 1           |
| 1993     | 4           | 0           |
| 1994     | 7           | 1           |
| 1995     | 14          | 1           |
| 1996     | 5           | 0           |
| 1997     | 11          | 0           |
| 1998     | 3           | 0           |
| 1999     | 1           | 0           |
| 通算     | 58          | 3           |

### 出場
| No. | 開催日         | 開催都市       | スタジアム                                 | 対戦相手         | 結果        | 監督                         | 大会                         |
| --- | -------------- | -------------- | ------------------------------------------ | ---------------- | ----------- | ---------------------------- | ---------------------------- |
| 1.  | 1991年06月02日 | 山形県         | 山形県総合運動公園陸上競技場               | タイ             | ○1-0        | 横山謙三                     | キリンカップ                 |
| 2.  | 1991年07月27日 | 長崎県         | 長崎県立総合運動公園陸上競技場             | 韓国             | ●0-1        | 横山謙三                     | 日韓定期戦                   |
| 3.  | 1992年05月31日 | 東京都         | 国立霞ヶ丘競技場陸上競技場                 | アルゼンチン     | ●0-1        | ハンス・オフト               | キリンカップ                 |
| 4.  | 1992年06月07日 | 愛媛県         | 愛媛県総合運動公園陸上競技場               | ウェールズ       | ●0-1        | ハンス・オフト               | キリンカップ                 |
| 5.  | 1992年08月22日 | 北京           |                                            | 韓国             | △0-0        | ハンス・オフト               | ダイナスティカップ           |
| 6.  | 1992年08月24日 | 北京           |                                            | 中華人民共和国   | ○2-0        | ハンス・オフト               | ダイナスティカップ           |
| 7.  | 1992年08月26日 | 北京           |                                            | 北朝鮮           | ○4-1        | ハンス・オフト               | ダイナスティカップ           |
| 8.  | 1992年08月29日 | 北京           |                                            | 韓国             | △2-2(PK4-2) | ハンス・オフト               | ダイナスティカップ           |
| 9.  | 1992年10月30日 | 広島県         | 広島県立びんご運動公園陸上競技場           | アラブ首長国連邦 | △0-0        | ハンス・オフト               | アジアカップ                 |
| 10. | 1992年11月01日 | 広島県         | 広島広域公園陸上競技場                     | 北朝鮮           | △1-1        | ハンス・オフト               | アジアカップ                 |
| 11. | 1992年11月03日 | 広島県         | 広島広域公園陸上競技場                     | イラン           | ○1-0        | ハンス・オフト               | アジアカップ                 |
| 12. | 1992年11月06日 | 広島県         | 広島県総合グランドメインスタジアム         | 中華人民共和国   | ○3-2        | ハンス・オフト               | アジアカップ                 |
| 13. | 1992年11月08日 | 広島県         | 広島広域公園陸上競技場                     | サウジアラビア   | ○1-0        | ハンス・オフト               | アジアカップ                 |
| 14. | 1993年03月07日 | 福岡県         | 東平尾公園博多の森陸上競技場               | ハンガリー       | ●0-1        | ハンス・オフト               | キリンカップ                 |
| 15. | 1993年03月14日 | 東京都         | 国立霞ヶ丘競技場陸上競技場                 | アメリカ合衆国   | ○3-1        | ハンス・オフト               | キリンカップ                 |
| 16. | 1993年10月21日 | ドーハ         |                                            | 北朝鮮           | ○3-0        | ハンス・オフト               | ワールドカップ予選           |
| 17. | 1993年10月25日 | ドーハ         |                                            | 韓国             | ○1-0        | ハンス・オフト               | ワールドカップ予選           |
| 18. | 1994年07月08日 | 愛知県         | 名古屋市瑞穂公園陸上競技場                 | ガーナ           | ○3-2        | パウロ・ロベルト・ファルカン | アシックスカップ             |
| 19. | 1994年07月14日 | 愛知県         | 神戸総合運動公園ユニバー記念競技場         | ガーナ           | ○2-1        | パウロ・ロベルト・ファルカン | アシックスカップ             |
| 20. | 1994年09月27日 | 東京都         | 国立霞ヶ丘競技場陸上競技場                 | オーストラリア   | △0-0        | パウロ・ロベルト・ファルカン | 国際親善試合                 |
| 21. | 1994年10月03日 | 広島県         | みよし運動公園陸上競技場                   | アラブ首長国連邦 | △1-1        | パウロ・ロベルト・ファルカン | アジア大会                   |
| 22. | 1994年10月05日 | 広島県         | 広島県総合グランドメインスタジアム         | カタール         | △1-1        | パウロ・ロベルト・ファルカン | アジア大会                   |
| 23. | 1994年10月09日 | 広島県         | 広島県立びんご運動公園陸上競技場           | ミャンマー       | ○5-0        | パウロ・ロベルト・ファルカン | アジア大会                   |
| 24. | 1994年10月11日 | 広島県         | 広島県総合グランドメインスタジアム         | 韓国             | ●2-3        | パウロ・ロベルト・ファルカン | アジア大会                   |
| 25. | 1995年01月06日 | リヤド         |                                            | ナイジェリア     | ●0-3        | 加茂周                       | インターコンチネンタル選手権 |
| 26. | 1995年01月08日 | リヤド         |                                            | アルゼンチン     | ●1-5        | 加茂周                       | インターコンチネンタル選手権 |
| 27. | 1995年02月15日 | シドニー       |                                            | オーストラリア   | ●1-2        | 加茂周                       | 国際親善試合                 |
| 28. | 1995年02月21日 | 香港           |                                            | 韓国             | △1-1        | 加茂周                       | ダイナスティカップ           |
| 29. | 1995年02月23日 | 香港           |                                            | 中華人民共和国   | ○2-1        | 加茂周                       | ダイナスティカップ           |
| 30. | 1995年02月26日 | 香港           |                                            | 韓国             | △2-2(PK5-3) | 加茂周                       | ダイナスティカップ           |
| 31. | 1995年05月21日 | 広島県         | 広島広域公園陸上競技場                     | スコットランド   | △0-0        | 加茂周                       | キリンカップ                 |
| 32. | 1995年05月28日 | 東京都         | 国立霞ヶ丘競技場陸上競技場                 | エクアドル       | ○3-0        | 加茂周                       | キリンカップ                 |
| 33. | 1995年06月03日 | ロンドン       |                                            | イングランド     | ●1-2        | 加茂周                       | アンブロカップ               |
| 34. | 1995年06月06日 | リバプール     |                                            | ブラジル         | ●0-3        | 加茂周                       | アンブロカップ               |
| 35. | 1995年06月10日 | ノッティンガム |                                            | スウェーデン     | △2-2        | 加茂周                       | アンブロカップ               |
| 36. | 1995年08月06日 | 京都府         | 京都市西京極総合運動公園陸上競技場兼球技場 | コスタリカ       | ○3-0        | 加茂周                       | 国際親善試合                 |
| 37. | 1995年08月09日 | 東京都         | 国立霞ヶ丘競技場陸上競技場                 | ブラジル         | ●1-5        | 加茂周                       | サン・スパークカップ         |
| 38. | 1995年09月20日 | 東京都         | 国立霞ヶ丘競技場陸上競技場                 | パラグアイ       | ●1-2        | 加茂周                       | デサント・アディダスマッチ   |
| 39. | 1996年02月10日 | ウォロンゴン   |                                            | オーストラリア   | ○4-1        | 加茂周                       | 国際親善試合                 |
| 40. | 1996年02月14日 | メルボルン     |                                            | オーストラリア   | ●0-3        | 加茂周                       | 国際親善試合                 |
| 41. | 1996年02月19日 | 香港           |                                            | ポーランド       | ○5-0        | 加茂周                       | カールスバーグカップ         |
| 42. | 1996年02月22日 | 香港           |                                            | スウェーデン     | △1-1(PK4-5) | 加茂周                       | カールスバーグカップ         |
| 43. | 1996年05月29日 | 福岡県         | 東平尾公園博多の森球技場                   | メキシコ         | ○3-2        | 加茂周                       | キリンカップ                 |
| 44. | 1997年02月09日 | バンコク       |                                            | タイ             | △1-1        | 加茂周                       | キングスカップ               |
| 45. | 1997年02月13日 | バンコク       |                                            | スウェーデン     | ●0-1        | 加茂周                       | キングスカップ               |
| 46. | 1997年03月15日 | バンコク       |                                            | タイ             | ●1-3        | 加茂周                       | 国際親善試合                 |
| 47. | 1997年03月25日 | マスカット     |                                            | マカオ           | ○10-0       | 加茂周                       | ワールドカップ予選           |
| 48. | 1997年03月27日 | マスカット     |                                            | ネパール         | ○6-0        | 加茂周                       | ワールドカップ予選           |
| 49. | 1997年06月15日 | 大阪府         | 長居陸上競技場                             | トルコ           | ○1-0        | 加茂周                       | キリンカップ                 |
| 50. | 1997年06月25日 | 東京都         | 国立霞ヶ丘競技場陸上競技場                 | ネパール         | ○3-0        | 加茂周                       | ワールドカップ予選           |
| 51. | 1997年10月26日 | 東京都         | 国立霞ヶ丘競技場陸上競技場                 | アラブ首長国連邦 | △1-1        | 岡田武史                     | ワールドカップ予選           |
| 52. | 1997年11月01日 | ソウル         |                                            | 韓国             | ○2-0        | 岡田武史                     | ワールドカップ予選           |
| 53. | 1997年11月08日 | 東京都         | 国立霞ヶ丘競技場陸上競技場                 | カザフスタン     | ○5-1        | 岡田武史                     | ワールドカップ予選           |
| 54. | 1997年11月16日 | ジョホールバル |                                            | イラン           | ○3-2(延長V) | 岡田武史                     | ワールドカップ予選           |
| 55. | 1998年03月01日 | 神奈川県       | 横浜国際総合競技場                         | 韓国             | ○2-1        | 岡田武史                     | ダイナスティカップ           |
| 56. | 1998年03月07日 | 東京都         | 国立霞ヶ丘競技場陸上競技場                 | 中華人民共和国   | ●0-2        | 岡田武史                     | ダイナスティカップ           |
| 57. | 1998年04月01日 | ソウル         |                                            | 韓国             | ●1-2        | 岡田武史                     | ワールドカップ記念試合       |
| 58. | 1999年06月06日 | 神奈川県       | 横浜国際総合競技場                         | ペルー           | △0-0        | フィリップ・トルシエ         | キリンカップ                 |

### 得点
| # | 開催日         | 開催地 | 会場                                       | 相手           | 結果 | 大会         |
| - | -------------- | ------ | ------------------------------------------ | -------------- | ---- | ------------ |
| 1 | 1992年11月06日 | 広島県 | 広島県総合グランドメインスタジアム         | 中華人民共和国 | ○3-2 | アジアカップ |
| 2 | 1994年10月09日 | 広島県 | 広島県立びんご運動公園陸上競技場           | ミャンマー     | ○5-0 | アジア大会   |
| 3 | 1995年08月06日 | 京都府 | 京都市西京極総合運動公園陸上競技場兼球技場 | コスタリカ     | ○3-0 | 国際親善試合 |

## サッカー以外での受賞歴
- ベストジーニスト（協議会選出部門：1994年）
- アクアピースゴールデンハート賞（2001年） ※アクアピースネットワーク主催[19]
- 人権擁護功労賞法務大臣表彰状（ユニバーサル社会賞）受賞（2019年）

## 出演

### テレビ番組
- NEWS ZERO → news zero（日本テレビ　番組放送開始当時の2006年10月からサッカーコメンテーター、不定期出演）
- ズームイン!!サタデー（日本テレビ、表記こそあるが、実際の出演は殆どなし。2018年11月3日にゲストMCとして出演。）
- Jリーグ中継（NHK　一時期。日本テレビ出演後は殆ど出演なし。）
- サッカー中継解説（2011年現在は日本テレビ、日テレG+や、日本テレビが制作協力しているスカパー!の横浜F・マリノスホームゲーム中継で主に担当。またWOWOWでリーガ・エスパニョーラやUEFA EUROでの解説も行なっている）
- リーガダイジェスト!（WOWOW　解説）
- 趣味の園芸 やさいの時間 （NHK Eテレ、2011年4月8日放送分～）
- 本田圭佑もC.ロナウドも!世界のNo.1徹底解剖SP (2017年12月10日、日本テレビ) - 解説
- さんま&手越も大興奮!世界一の◯◯全部見せますSP (2017年12月17日、日本テレビ) - 解説
- FOOT×BRAIN（2011年4月2日放送分～、テレビ東京） - 解説
- Challenge Spirits 〜スポーツの未来を考える〜（2020年5月3日 - 2021年3月28日、BSテレ東） - MC
- カモン!ヴェルディ!! (BS松竹東急 2024年2月23日 - 2025年6月27日）

### ラジオ番組
- 渡辺美里と北澤豪のスーパーオフショット （ニッポン放送　2007年度からシンガーソングライターの渡辺美里とともに毎年、担当していたナイターオフ期番組・初冠番組。2010年度からは美里の相方は小堺一機に交代した）
- 川合俊一と大桃美代子の「土曜日はトレンド・カフェへ」（文化放送、2025年4月 - 、ナレーション）

### CM
- グンゼ『YG』（1993年）
- ナイキ『サッカー維新』
- エポック社『Jリーグ エキサイトステージ'94』（1994年）
- エポック社『Jリーグ エキサイトステージ'95』（1995年）

### ゲーム
- ウイニングイレブン（解説、ワールドサッカーウイニングイレブン9以降のシリーズ）

## ディスコグラフィ

### 参加作品
- 16 Voices - 『ひとり ひとつ』（2015年10月1日）[20]